# Саренко, Илья Григорьевич
Илья Григорьевич Саренко (21 июля 1911 года, хутор Прияр, Острогожский уезд, Воронежская губерния — 8 мая 1999 года, Луганск, Украина) — сыродел-мастер Ново-Калитвинского сырзавода Министерства мясной и молочной промышленности РСФСР, Россошанский район Воронежской области. Герой Социалистического Труда (1971).

## Биография
Родился в 1911 году в крестьянской семье на хуторе Прияр Острогожского уезда Воронежской губернии. Окончил курсы по переработке молока. С 1933 года трудился сыроделом на Давыдовском, Павловском и Ольховатском маслозаводах. С 1941 года участвовал в Великой Отечественной войне. В одном из сражений получил тяжёлое ранение.
После демобилизации с 1947 года трудился сыроделом на Ново-Калитвинском сырзаводе. По итогам трудовой деятельности в годы Семилетки (1959—1965) был награждён Орденом Ленина. Занимался освоением на Ново-Калитвинском сырзаводе нового сыра «Российский», разработанного в 1960-х годах Всесоюзным научно-исследовательским институтом маслодельной и сыродельной промышленности. Сыру марки «Российский», который изготавливался под руководством Ильи Саренко, неоднократно присваивался «Знак качества».
В 1970 году досрочно выполнил личные социалистические обязательства и плановые производственные задания Восьмой пятилетки (1965—1970). Указом Президиума Верховного Совета СССР от 26 апреля 1971 года «за выдающиеся успехи, достигнутые в развитии мясной и молочной промышленности» удостоен звания Героя Социалистического Труда с вручением ордена Ленина и золотой медали Серп и Молот.
В 1971 году вышел на пенсию. Позднее переехал к родственникам в Ворошиловград.
Скончался в 1999 году в Луганске.
Награды
- Герой Социалистического Труда
- Орден Ленина — дважды (14.06.1966; 1971)
- Орден Отечественной войны 2 степени (11.03.1985)